# Tamerlane and Other Poems
Tamerlan and Other Poems (traducido como Tamerlán y otros poemas) fue la primera obra del escritor estadounidense Edgar Allan Poe, publicada en 1827, y firmada por «un bostoniano». El libro constaba de cuarenta páginas. El autor tenía dieciocho años en el momento de su publicación.
Poe firmó como «un bostoniano», pese a vivir en Richmond, porque había nacido en Boston. Se cree que pudo haberlo hecho para despistar, ya que su padre adoptivo no deseaba que se dedicase a la literatura.
El poeta pagó la publicación de su bolsillo, y tan solo se imprimieron cincuenta copias en la primera tirada. Al principio del prólogo, colocó una advertencia llamándose «principiante», como excusándose por su bisoñez, al afirmar que la mayoría de las composiciones habían sido compuestas antes de los catorce años.
Las influencias más claras en la obra son las de los poetas románticos Lord Byron, Percy Bysshe Shelley y  Samuel Taylor Coleridge.
Los temas principales que aparecen son los comunes a la época: imágenes de dicha divina y belleza angelical. Poe se apartó conscientemente del didactismo contemporáneo, centrándose más bien en autoensoñaciones de estética simbolista.
Tamerlán no recibió atención alguna por parte de la crítica.
- Datos: Q1683589
- Multimedia: Tamerlane and Other Poems / Q1683589